# 270 pr. n. št.
Stoletja: 4. stoletje pr. n. št. - 3. stoletje pr. n. št. - 2. stoletje pr. n. št.
Desetletja: 320. pr. n. št. 310. pr. n. št. 300. pr. n. št. 290. pr. n. št. 280. pr. n. št. - 270. pr. n. št. - 260. pr. n. št. 250. pr. n. št. 240. pr. n. št. 230. pr. n. št. 220. pr. n. št.
Leta: 275 pr. n. št. 274 pr. n. št. 273 pr. n. št. 272 pr. n. št. 271 pr. n. št. - 270 pr. n. št. - 269 pr. n. št. 268 pr. n. št. 267 pr. n. št. 266 pr. n. št. 265 pr. n. št.

## Dogodki
- Rimljani zavzamejo Regij.

## Smrti
- - Epikur, grški filozof (* 341 pr. n. št.)
- - Piteas, grški pomorščak, raziskovalec, geograf, matematik, astronom (približni datum) (* okoli 340 pr. n. št.)